# سرآسیاب (گلبهار)
سرآسیاب (گلبهار)، روستایی از توابع بخش مرکزی شهرستان گلبهار در استان خراسان رضوی ایران است.

## جمعیت
این روستا در دهستان نوبهار قرار دارد و براساس سرشماری مرکز آمار ایران در سال ۱۳۸۵، جمعیت آن ۷۷۵ نفر (۱۸۰خانوار) بوده‌است.